# Barringtonia integrifolia
Barringtonia integrifolia là một loài thực vật có hoa trong họ Lecythidaceae. Loài này được (Montrouz.) Schltr. mô tả khoa học đầu tiên năm 1906.